# Furi d'Heraclea
Furi (Furius) fou navarc (navarchus) d'Heraclea Minoa, que fou executat per ordre de Verres tot i que era innocent. La seva defensa la va escriure ell mateix i uns passatges en són esmentats per Ciceró (In Verr. 5.43.)